# The Communication (R)Evolution

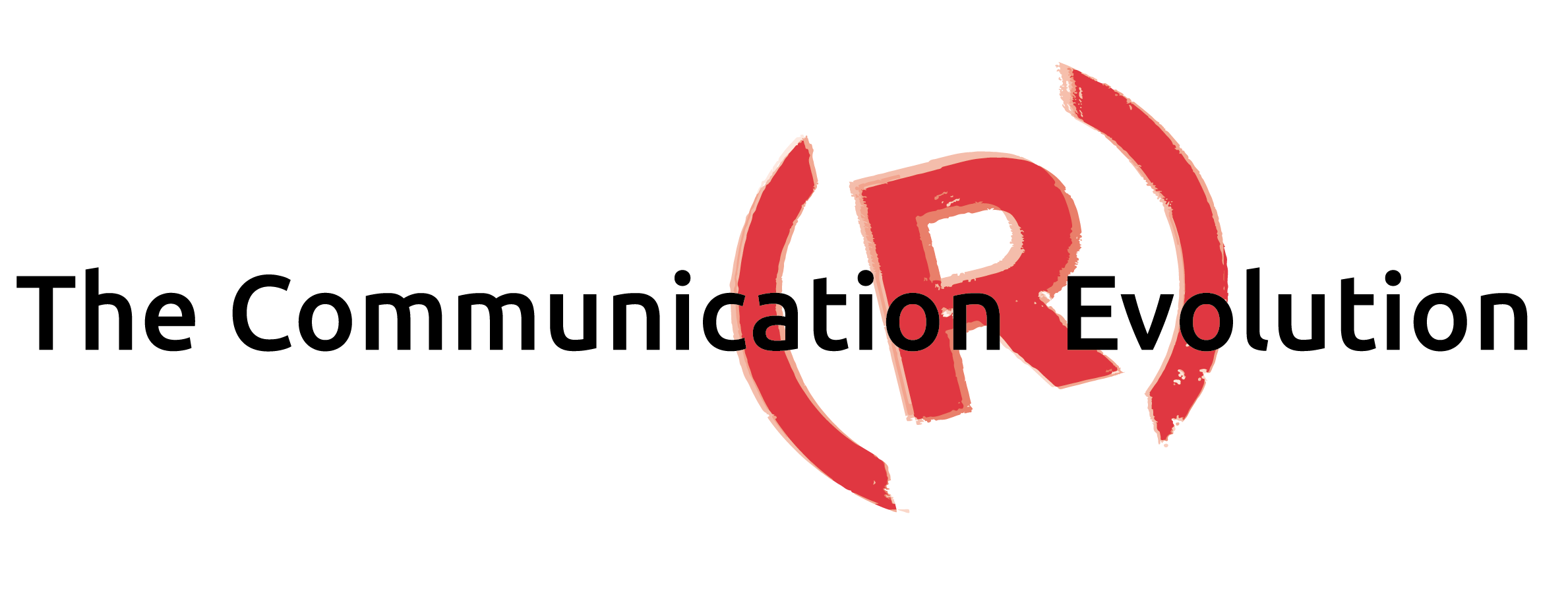
The Communication (R)Evolution

The Communication (R)Evolution é uma plataforma licenciada pela Creative Commons que estuda o futuro da comunicação e o comportamento dos consumidores, reunindo o pensamento de profissionais de Comunicação, História, Arqueologia, Filosofia, Política, Cinema, Música, Astrologia, Tecnologia, Educação, Literatura, Antropologia, Televisão, Moda, Artes Plásticas e Design sobre a era digital. Teve início em 2013, quando o Grupo RBS convidou a cineasta Flávia Moraes (hoje diretora-geral de Inovação e Linguagem do Grupo) para uma investigação sobre o futuro da indústria da comunicação. O objetivo é contribuir de forma sistemática para o desenvolvimento da indústria da comunicação brasileira e mundial, provendo "insights" que servirão de apoio e inspiração para a tomada de decisões. Para isso, todo o conteúdo deve ser compartilhado. A plataforma The Communication (R)evolution celebra a face mais revolucionária da atualidade, que não é tecnológica e, sim, comportamental. Está acontecendo no mundo um resgate crescente e em nível global de muitos fundamentos sociais que estavam esquecidos. Entre eles, o compartilhamento e a colaboração.
A plataforma foi criada após o Grupo RBS perceber que tem o desafio de entender e assimilar a reinvenção do mundo. Para isso, é preciso acompanhar as transformações do comportamento do consumidor provocadas pelas novas tecnologias de comunicação e refletir essas mudanças em suas plataformas e empresas com novas linguagens, novos formatos e processos. Para o Grupo RBS, este estudo é uma iniciativa inovadora que poderá servir de base para profissionais envolvidos na comunicação.
O resultado é um estudo que analisa tendências e desafios e aponta 11 premissas para um futuro próximo. Até o momento, foram realizadas 150 entrevistas  entre julho de 2013 e maio de 2014 em cidades do Brasil e do exterior, como Porto Alegre, Florianópolis, São Paulo, Rio de Janeiro, Los Angeles, São Francisco, Nova York e Boston. A lista de personalidades ouvidas inclui nomes como Nick Bilton, colunista e repórter do The New York Times; James Canton, futurista que colabora com a Casa Branca e com a Apple e é CEO do Institute of Global Futures; [[Roy Sekoff]], fundador e editor do The Huffington Post; e Ben Moskowitz, coordenador de novos programas do Mozilla e professor na Universidade de Nova Yorque. A plataforma está em estado beta, sendo atualizada constantemente. Parte do material original ainda está sendo indexado e novas entrevistas produzidas.
“Os entrevistados compactuavam da ideia de que os volumes estratosféricos de informação disponíveis modificam radicalmente os hábitos mais simples do cidadão comum e contribuem decisivamente para a criação de novos valores e hábitos. Em um futuro muito próximo, segundo eles, conheceremos, graças à supremacia da tecnologia, novos meios de comunicação e novas formas de informar, distribuir e consumir informação”(Flávia Moraes, diretora-geral de Inovação e Linguagem do Grupo RBS).

## As 11 premissas apontadas pela investigação "The Communication (R)evolution"
1. Be True (Seja Verdadeiro) – Você está numa vitrine 24X7. O que o separa da sua audiência é uma linha cada vez mais tênue e transparente. Posicione-se clara e autenticamente. Seus interlocutores estão cada vez mais preparados para identificar erros. Se errar, admita. Seja verdadeiro. Autenticidade e coragem encantam. O falso é démodé.[6]
2. Be Trusted (Seja Confiável) – Informação e tecnologia são commodities e ponto final. A sua audiência precisa de curadores criteriosos e confiáveis, e confiabilidade se constrói através de relações de mão dupla. Em meio ao Data-Tsunami em que vivemos, assuma o compromisso de filtrar, informar e surpreender. Antecipe-se, descubra o que seu público quer, necessita e ainda não sabe.[6]
3. Be Part (Seja Parte) – A cultura da participação rejeita fortalezas, muros altos e intransponíveis. O encastelamento é inaceitável: onde ainda é muralha, construa aberturas. Participe, compartilhe, aproxime-se, humanize-se. Você tem todos os meios e os melhores motivos para fazer parte. Logue-se logo, e descubra as múltiplas oportunidades que esse o mundo multidimensional oferece.[6]
4. Think Plural (Pense Plural) – Dualismo e bipolarização são comprovadamente restritivos. Ajude a construir uma cultura do diálogo e da criação coletiva em diferentes plataformas. Pense conceitos abertos, flexíveis, múltiplos. Rejeite verdades absolutas. Nenhuma merece crédito. A verdade é multifacetada e permite variadas interpretações e narrativas. Aprenda a contextualizar.[6]
5. Think Mobile (Pense Mobile) – O mundo está em nuvem, acessível e sem fronteiras e há fortes indícios de que poderá estar, num futuro próximo, em outro lugar igualmente improvável. Aceite o inimaginável. Assuma a possibilidade de novos formatos e novas configurações; mobile é convívio, conveniência, é recriar experiências. Pense mobile e subverta antigas concepções de tempo e espaço.[6]
6. Be Beta (Seja Beta) – As versões beta subvertem a lógica dos cronogramas industriais e ajudam consumidores a satisfazer o desejo de interagir com quem produz. Beta pressupõe questionamento, autocrítica e abertura para a mudança. Não case com as suas ideias, seja permeável, insatisfeito, incansável. O definitivo é provisório. Só o estado beta é permanente.[6]
7. Think Ahead (Pense à Frente) – Abandone as zonas de conforto e as certezas reducionistas do passado. Evite as fronteiras construídas pelo chamado senso comum. A vida produz erros e acertos, aprenda com ambos. Vá em frente, inovação é coragem, experimentação, aprendizado e risco. E o lucro, é a remuneração do risco.[6]
8. Think Higher (Pense Mais Alto) – Eleve o pensamento atribuindo aos seus propósitos significados mais nobres. Business também existem para servir e melhorar a qualidade de vida das pessoas. Transparência, responsabilidade social e gratidão são moedas fortes. Elas criam um círculo virtuoso comprovadamente eficaz para os negócios. O lucro não perdeu a importância. Apenas não é mais a única razão de ser das empresas.[6]
9. Be Colaborative (Seja Colaborativo) – A era digital fragmentou o mercado de trabalho. Babyboomers, gerações X, Y ou Z, ligadas à corporações ou a home-offices, precisam construir alianças e aprender a operar em rede. Entenda que hoje o valor está no comprometimento coletivo, na colaboração e na qualidade do que você e seus aliados entregam.[6]
10. Be Intuitive (Seja Intuitivo) – Intuir significa olhar com atenção, ver com todos os sentidos. A sabedoria resulta deste olhar atento e observador. A intuição revela, antecipa, prediz, subverte e busca as respostas onde elas geralmente estão: no espaço invisível que conecta um acontecimento ao outro. Liberte-se das amarras do pensamento cartesiano. Demostre com a lógica, descubra com a intuição.[6]
11. Be Useful (Seja Útil) – Utilidade é um valor subjetivo diretamente relacionado a um grau de satisfação. Portanto, utilidade é percepção. Ela não está no que você realiza, mas no modo como o que você realiza é percebido. Use as premissas deste estudo para aumentar nos outros a percepção de utilidade naquilo que você faz e descubra em The Communication (R)evolution conhecimento capaz de fazer diferença na sua vida, e na vida dos demais.[6]

## Lista dos entrevistados
- Em Porto Alegre: Alfredo Fedrizzi/Escala, Junior Maicá/O Bairrista, Gustavo Mini/CulturaDigital, Tau Golin/Historiador, Francisco Mashall/Arqueólogo, Eduardo Pellanda/Publicitário, Alex Primo/UFRGS, Brum Torres/Filósofo, Eduardo Bueno/Jornalista, Escritor – Diogo Carvalho/Jornalista, Manuela D’Ávila/Deputada Federal, Marcelo Ferla/Jornalista, Tiago Ritter/W3Haus, Jorge Furtado/Cineasta, Vitor Ramil/Músico, Graça Medeiros/Astróloga, Thiago Medeiros/RBSTecnoPuc, Manuel Soares/Jornalista, Juliana Costa/Educadora, Nilton Bonder/Rabino e escritor.[5]
- No Rio de Janeiro: Ronaldo Lemos/Creative Commons/MIT Brasil, Maria Paula Fidalgo/Atriz/Escritora, Marcelo Quintella/PeixeUrbano, Luiz Velho/IMPA, Paula Cesarino/Folha de S.Paulo, Plinio Fraga/Jornalista Escritor, Sergio Valente/Rede Globo, Hermano Vianna/Antropólogo, Marcos Facó/FGV, Ian SBF/ Porta dos Fundos, Luciano Huck/Rede Globo, Hélio DeLa Peña/Casseta & Planeta, FelipeNeto/ParaMakers, Ronaldo Lemos/Creative Commons, Celso Athayde/CUFA, Sônia Bridi/Rede Globo, Xico Sá/Jornalista.[5]
- Em São Paulo: Gilberto Dimenstein/Catraca Livre, Bob Wolheim/Skull, Bia Granja/YouPix, Luis Felipe Pondé/Folha de S.Paulo, Fause Haten/Estilista, Marcelo Tas/CQC[desambiguação necessária], Henrique Versteeg/Facilitador, Ademir Assunção/Poeta, Ary Perz/Artista Plástico, Carol Teixeira/Blogueira, Paulo Lima/Revista Trip, Itibere Muarrek/ConteúdosDigitais, Sergio Maria/Google, Ricardo Guimarães/Thimus, Marcelo Rosembaum/Designer, Rogério Gallo/Diretor, Heródoto Barbero/TV Record, Bob Fernandes/Terra Magazine/TV Gazeta, Luis Frias/Folha de S.Paulo, Fabio Cesnik/Advogado, Rony Rodrigues/Box1824, Tiago Mattos/Perestroika, Washington Olivetto/WMcCann, Matinas Suzuki/Folha de S.Paulo, Roberto Klabin/SOS Mata Atlântica, Bel Pesce/Empresária, Fabio Coelho/Google.[5]
- Em Curitiba: Lorrana Scarpione/Bliive [5]
- Em Los Angeles: Vint Cerf/Google, Chris Douridas/KCRW, Tom Schnabel/KCRW, Robert Hernandez/DigitalJornalism USC Annenberg, Todd Cunninghan/The Media Impact Project USC Annenberg, Affonso Beato/DP/ArtSchool College of Design.[5]
- Em São Francisco: Robert Nail/CEO Singularity University, Leticia Cavagnaro/ National Center for Engineering Pathways to Inovation/ Stanford, Dr James Canton/ Institute of Global Future, Phillip Rosedale/ High Fidellity, Belmer Negrillo/ Designer at IDEHO, Michael the Boxer/Instructor/Couch, Nick Bilton/ The New York Times, John Kao/ Edge Makers [5]
- Em  Nova Iorque: Brian Storm/ Founder at Media Storm, Ray Inamoto/ Chief Creator Office AKQA], Raju Narisetti/ Editor The Wall Street Journal, Shane Smith/ Founder&CEO Vice Media, Shawn Venivery/ NYU, Srii Sriinivasan/Chieff Digital Oficcer MET/NY, Richard Toffel/President of ProPublica, Roy Sekoff]/Founder and Editor The Huffington Post, Ben Moskowitz/Strategist Mozilla Foundation, Camile François/Berkman Center for Internet and Society [5]
- Em Boston: Ethan Zuckerman/Director of MIT Center for Civic Media, David Weinberger/Writter/Senior researcher for Harvard Center for Internet and Society, Prof. Robert Darton/Writter/Harvard University Librarian and founder of DPLA, Judy Fulton/Co-founder of Museum at Harvard Innovation Lab.[5]